# بدرته
البدرتة هي المقولات السبع عند الفيششيك، وهي المادة والكيف والفعل والكلية والجزئية فالاكتساب ثم السلب.